# Hincksipora simplex
Hincksipora simplex is een mosdiertjessoort uit de familie van de Hincksiporidae. De wetenschappelijke naam van de soort is voor het eerst geldig gepubliceerd in 1955 door Kluge.